# Маркус Фогт
Маркус Фогт (26 октября 1962, г.. Фрайбург) — немецкий католический богослов и заведующий кафедрой христианской социальной этики Университета Людвига-Максимилиана в Мюнхене.
Биография
Маркус Фогт изучал теологию и философию в Мюнхене, Иерусалиме и Люцерне. Он внук англиста Теодора Спира (1885—1961, Университет Кёнигсберга), отстраненного от своей должности во времена национал-социализма на основании своих политических и религиозных убеждений. Он племянник классического филолога Андреаса Спира (1929—2004, Университет Майнца), а также брат латиниста Грегора Фогта-Спира (* 1956, Марбург) и профессора Маттиас Теодор Фогта, ученого в сфере культурной политики и автора многочисленных культурологических исследований факторов, влияющих на укрепление демократического потенциала в Европе. Проф. Фогт написал свою докторскую диссертацию под руководством одного из самых известных немецких исследователей социальной этики проф. др. Вильгельма Корффа. Диссертационная работа «Социал-дарвинизм. Научная теория, политический и теолого-этический аспекты эволюционной теории» была опубликована в 1997 году. Следующая работа «Принцип устойчивости. Ескиз з позиций теолого-этической перспективы» была написана им под руководством проф. Др. Ганса Мюнка в Люцерне и напечатана в издательстве «Oekom-Verlag, Мюнхен, 2009 г.».
С 1992 до 1995 года профессор Фогт был членом экспертного совета по вопросам окружающей среды при немецком федеральном правительстве. С 1995 года он был советником рабочей группы по экологическим вопросам VI Комиссии Епископской конференции Германии".. С 1998 по 2007 гг. — апрофессор христианской социальной этики при Высшей философско-богословской школе Дона Боско в Бенедиктбойерн (Бавария) и председателем клирингового центра «Церковь и окружающая среда».
С апреля 2007 года проф. Фогт руководит кафедрой христианской социальной этики Университета Людвига-Максимилиана в Мюнхене.
С 2011 года он проводит научно-исследовательскую работу в «Центре окружающей среды и развития общества Рейчел Карсон» при Университете Людвига-Максимилиана, где он является представителем рабочей группы по христианской социальной этике в немецкоязычной среде. Проф. Маркус Фогт женат и имеет троих детей.
Работа
Научные интересы проф. Фогта сосредоточены на философских основах социально-этических принципов экологической и бизнес этики.
В 2017 году он получил в Ватикане Международную премию Папского фонда «Centesimus Annus Pro Pontifice» (вручали премию председатель жюри Рейнхард Кардинал Маркс и Президент Фонда Доминго Сугренас Бикеле) за его работу «Принцип устойчивости. Ескиз з позиций теолого-этической перспективы». 12 июня 2018 проф. Фогт был награждён «Баварской государственной медалью за выдающийся вклад в дело сохранения окружающей среды»
Членство в научных, политических и церковных комиссиях и комитетах
- Секретарь Ассоциации социально-общественной этики в немецкоязычной среде
- Старший научный сотрудник Рейчел Карсон Центра международной экологической истории (с 2010 года);
- Соредактор журнала Amos International. Создание справедливого общества (с 2009 года);
- Центр этической компетенции при Университете Людвига-Максимилиана (с 2007 года);
- Епархиальный Совет Мюнхенско-Фрайзингской Архидиецезии;
- Justitia et Pax Германия (рабочая группа «Мировая экономика и сельскохозяйственная торговля»);
- Руководитель отдела охраны окружающей среды при Конференции епископов Европы (ССЕЕ) (1999—2008 гг.);
- Рабочая группа «Экономика и Церковь» в Конфедерации католиков-предпринимателей;
- Рабочая группа «Наука и теология» Католической академии Баварии

Научные работы (некоторые)
- Prinzip Nachhaltigkeit. Ein Entwurf aus theologisch-ethischer Perspektive (Hochschulschriften zur Nachhaltigkeit 39), München: oekom, 2009 [3. Aufl. München 2013].
- Wo steht die Umweltethik? Argumentationsmuster im Wandel (Beiträge zur sozialwissenschaftlichen Nachhaltigkeitsforschung, Band 5), Marburg: Metropolis 2013 (Herausgeber).
- Die Moral der Energiewende. Risikowahrnehmung im Wandel am Beispiel der Kernenergie, Stuttgart: Kohlhammer, 2014 (Herausgeber).
- Theologie der Sozialethik (Quaestiones Disputatae), Freiburg: Herder, 2013 (Herausgeber).
- Naturverständnis in der Moderne: Zwischen Wertvorstellungen und Weltbildern Politische Ökologie 99 Soziale Marktwirtschaft im Anspruch des Aristotelischen Gerechtigkeitsmodells (Kirche und Gesellschaft, hrsg. von der Katholischen Sozialwissenschaftlichen Zentralstelle Mönchengladbach; Nr. 391), J. P. Bachem Medien, Köln 2012, ISBN 978-3-7616-2585-9.
- Werden Tschernobyl und Fukushima Wendepunkte für die Bewertung der Kernenergie? (Mai 2011, pdf, 13 Seiten; 151 kB)
- Kernaussagen christlicher Friedensethik und ihre Relevanz für die Ukraine. Vorlesung an der Nationalen Universität Uschghorod am 3.10. 2018.
- Социал-дарвинизм. Научная теория, политический и теолого-этический аспекты эволюционной теории: Монография. Пер. с нем. /Научн. Ред. А. Н. Бокотей — Ужгород: Изд. «Бреза», 2014. — 532 с.
- Екологическая этика — Место человека в природе, 2012, Ужгород.